# Сигнарссон, Йосва
Йо́сва Йеши́вас Си́гнарссон (фар. Josva Yeshiwas Signarsson; род. 6 декабря 2007 года в Хойвуйке, Фарерские острова) — фарерский футболист, игрок второй команды клуба «НСИ».

## Клубная карьера
Йосва начинал карьеру в «Хойвуйке», а в 2021 году присоединился к системе «Скоалы». 18 мая он дебютировал во взрослом футболе за вторую команду клуба, целиком отыграв встречу второго дивизиона с резервным составом «ТБ». Всего игрок принял участие в двух матчах дубля скоальчан. Летом того же года Йосва перебрался в «Б68» и начал выступления за его второй состав. 3 августа он забил первые голы в карьере, дважды поразив ворота третьей команды «КИ». Суммарно игрок отметился 8 забитыми мячами в 10 встречах за «Б68 II» в розыгрыше второй лиги сезона-2024. 20 октября состоялся дебют Йосвы в фарерской премьер-лиге: он заменил Бриана Якобсена на 90-й минуте матча против клуба «ЭБ/Стреймур».
В 2025 году Йосва перебрался во вторую команду рунавуйкского «НСИ».

## Международная карьера
В 2021 году Йосва вызывался в состав юношеской сборной Фарерских островов (до 15 лет), однако так и не сыграл за неё. 4 августа 2022 года он дебютировал в рядах юношеской сборной архипелага до 17 лет, приняв участие в товарищеском матче против юношеской сборной Швеции (до 16 лет). За 2 года выступлений в этой возрастной категории игрок суммарно принял участие в 12 международных встречах.